# Людмил Георгиев
Вижте пояснителната страница за други личности с името Людмил Георгиев.
Людмил Георгиев е български психолог, професор. Преподавател е в Софийския университет „Св. Климент Охридски“ и Варненския свободен университет „Черноризец Храбър“.

## Биография

### Образование
Роден е на 23 юли 1960 г. в Трън, Пернишка област. Началното си образование получава в Кюстендил, а средното в Перник. Завършва Софийския държавен университет през 1985 г. с първа специалност психология и втора специалност философия. През 1990 г. защитава дисертация на тема: „Психичната съвместимост и общата теория на брака“, за която получава научна степен „кандидат на социологическите науки“ (след изменението на Закона за научните степени и звания равносилно на „доктор по социология“).

### Академична кариера
От 1988 г. е асистент, а от 1995 г. доцент по социална психология в Софийския университет. През 1999 г. защитава дисертация на тема „Критика на етнонационалния рационализъм“ за научната степен „доктор на психологическите науки“. На 40-годишна възраст (през 2000 г.) се хабилитира като професор по социална, етническа и политическа психология. В СУ чете лекции по етническа, социална, политическа и екзистенциална психология и по психология на религиите на студенти в бакалавърска и магистърска програми по специалност „Психология“ и „Социология“.

### Участие в политиката
До май 2010 г. е член на Централния съвет на ДПС.

## Критическата психология на проф. Людмил Георгиев
Научното творчество на проф. д.пс.н. Людмил Георгиев е посветено на формулирания от него критически психологически подход и изведената върху неговите теоретични рамки критическа психология. Критическата психология на проф. Георгиев е разработена в рамките на кантовата критическа философия като обща епистемологическа база в традициите на немската народопсихология на Вилхелм фон Хумболт и особено на „бащата“ на психологията изобщо Вилхелм Вундт, на френската школа за колективните представи на Емил Дюркем, Люсиен Леви-Брюл, Серж Московичи и на аналитичната психология на Карл Густав Юнг за архетипите на колективната несъзнавана психика.
Критическата психология на проф. Л. Георгиев представлява реплика на традиционната западна психология, която изчерпва изследването на човешкото мислене и поведение с индивидуалните психични преживявания и индивидуалните психични регулатори на мисленето и поведението. За разлика от нея, критическата психология акцентира върху исторически възпроизвеждащи се общностни или надиндивидуални психични регулатори на поведението, на съответните общностни представи, които участват трайно в регулацията на човешкото мислене и поведение, независимо дали става дума за несъзнавано или съзнавано психично ниво. Съгласно критическата психология на проф. Л. Георгиев, тези общностни психични регулатори имат редица конкретни форми и са от най-различен порядък – етнокултурен, политически, религиозен, идеологически, цивилизационен и исторически. В крайна сметка, според критическата психология на проф. Л. Георгиев, ние не можем да имаме реална представа за човешките психични преживявания както в областта на нормата, така и на патологията, дори и на психотерапевтичните намеси, ако нямаме предвид специфичните съдържания на тези характерни за всяка човешка общност надиндивидуални психични регулатори. Същото се отнася и за психичната регулация не само на индивидуалното, но и на общностното мислене и поведение, които предполагат и специфичното място на всеки един народ, на всяка една нация както в съвременната политическа действителност, така и в историята.

## Научни трудове
Две са направленията, в които е съсредоточен изследователският интерес на проф. Людмил Георгиев. Първото е посветено на проверка на възможностите на критическата психология при изследване на балканската етнокултурна, политическа и историческа специфика. Към него се отнасят монографиите:
- „Бъдещето на Балканите“ (1993)
- „Балканите – между конфликта и мира“ (1997)
- „Балканите и новия световен ред“ (2000).

Второто, очертава теоретичните рамки на предложената от проф. Л. Георгиев критическа психология в трилогията:
- „Критика на етнонационалния рационализъм“ – 1-во издание (1999) и 2-ро допълнено и разширено издание (2013)
- „Критика на политическия рационализъм“ – 1-во издание (2000) и 2-ро допълнено и разширено издание (2013)
- „Критика на историческия рационализъм“ (2013)